# Michał Kowalski (polityk)
Michał Bartosz Kowalski (ur. 4 maja 1976 w Pucku) – polski polityk, urzędnik i samorządowiec, poseł na Sejm X kadencji.

## Życiorys
Uzyskał magisterium na Wydziale Filologiczno-Historycznym Uniwersytetu Gdańskiego (2001) oraz na Wydziale Dowódczo-Sztabowym Akademii Marynarki Wojennej w Gdyni (2005). W 2002 został absolwentem studiów podyplomowych na Wydziale Zarządzania Politechniki Gdańskiej. Pracował w Urzędzie Miejskim we Władysławowie, gdzie był inspektorem do spraw rozwoju i inwestycji. W 2016 został mianowany dyrektorem Ośrodka Przygotowań Olimpijskich Centralnego Ośrodka Sportu w Cetniewie.
W wyborach samorządowych w 2010 uzyskał mandat radnego powiatu puckiego, startując z listy KWW Nasz Powiat Pucki i otrzymując 1371 głosów. Był ponownie wybierany do rady powiatu w 2014 (901 głosów, z tego samego komitetu) oraz w 2018 (904 głosy, z listy Prawa i Sprawiedliwości).
W wyborach parlamentarnych w 2019 kandydował na posła z ramienia PiS w okręgu gdyńskim. Zdobył 9000 głosów, zajmując 6. miejsce na liście (pierwsze niemandatowe). W kolejnych wyborach w 2023 ponownie startował z tej samej listy i w tym samym okręgu, otrzymując 6486 głosów i zajmując 5. miejsce na liście, (również pierwsze niedające mandatu). W wyborach samorządowych w 2024 bez powodzenia ubiegał się o urząd wójta gminy wiejskiej Puck z ramienia własnego komitetu. Zajął czwarte (ostatnie) miejsce z wynikiem 1131 głosów (9,77%). 26 czerwca tego samego roku objął mandat posła X kadencji, zastępując Piotra Müllera, który został wybrany do Parlamentu Europejskiego. Zasiadł w Komisji Sprawiedliwości i Praw Człowieka oraz Komisji Kultury Fizycznej, Sportu i Turystyki.

## Życie prywatne
Zamieszkały we Władysławowie. Żonaty, ma dwoje dzieci.